# 布洛莱格利斯
布洛莱格利斯（法語：Blot-l'Église，法語發音：[blɔ leɡliz]）是法国多姆山省的一个市镇，属于里永区。

## 地理
布洛莱格利斯（46°2'15"N, 2°57'18"E）面积25.29 平方千米，位于法国奥弗涅-罗讷-阿尔卑斯大区多姆山省，该省份为法国中南部省份，北起阿列省接壤，东临卢瓦尔省，南至上盧瓦爾省和康塔爾省，西接科雷兹省和克勒兹省。
与布洛莱格利斯接壤的市镇（或旧市镇、城区）包括：锡乌勒河畔阿亚、旧沙博尼耶尔、莱班新堡、利瑟伊、圣昂热勒、圣伊莱尔拉克鲁瓦、圣帕尔杜、圣雷米德布洛。

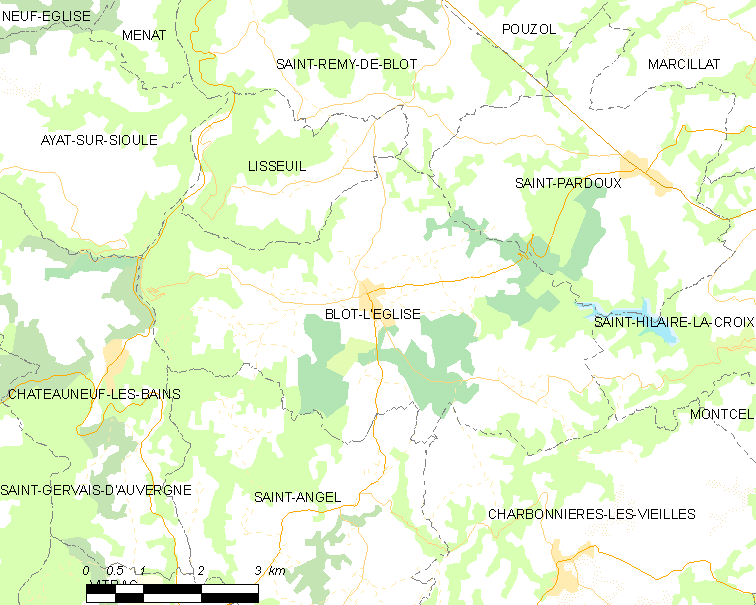
布洛莱格利斯的OSM定位图

布洛莱格利斯的时区为UTC+01:00、UTC+02:00（夏令时）。

## 行政
布洛莱格利斯的邮政编码为63440，INSEE市镇编码为63043。

## 政治
布洛莱格利斯所属的省级选区为圣乔治德蒙斯县。

## 人口

1962-2008年间布洛莱格利斯人口变化图示

布洛莱格利斯于2022年1月1日时的人口数量为441人。